# Isochariesthes breuningstefi
Isochariesthes breuningstefi là một loài bọ cánh cứng trong họ Cerambycidae.